# Askoldowa Mogiła
Askoldowa Mogiła (ukr. Аскольдова могила, Askoldowa mohyła), mogiła Askolda, grób Askolda – uroczysko i park znajdujący się na prawym brzegu Dniepru w Kijowie, dawny cmentarz. Znajduje się między wąwozem Dniepru a ulicami Powstania Styczniowego (Sicznewoho Powstannia) i parkiem Maryjskim.

## Historia
Początki tego miejsca związane są z legendą o zabiciu książąt Askolda i Dira – pierwszy z nich miał być pochowany właśnie w tym miejscu. W X wieku ruska księżniczka Olga zdecydowała o zbudowaniu tu drewnianej cerkwi św. Mikołaja (na pamiątkę chrześcijańskiego imienia Askolda).
W 971 świątynia została zniszczona przez syna Olgi, Światosława, stojącego na czele reakcji pogańskiej na Rusi, a następnie odnowiona przez księcia Włodzimierza Wielkiego. W 1036 przy cerkwi powstał żeński monaster.
Około XV wieku w okolicy założono monaster św. Mikołaja na Słupie – wśród kijowian przetrwała legenda, że to w tym miejscu miała od X wieku stać ufundowana przez księcia Mścisława cerkiew św. Mikołaja. Przekonanie to zostało potwierdzone w XIX wieku przez ukraińskich historyków i od tego czasu tereny te zaczęto nazywać Askoldową Mogiłą. Na popularność nazwy wpłynęła powieść Mychajły Zahoskina i opera Ołeksija Werstowśkiego (obie pod tytułem Askoldowa mohyła).

## Cmentarz
Pod koniec XVIII wieku miały miejsce pierwsze pochówki. Już w 1715 wokół dawnej cerkwi św. Mikołaja grzebano zwłoki mnichów, by w 1786 przekształcić teren w cmentarz miejski.
W 1810 zbudowano nową cerkiew murowaną według projektu Andrija Meleńskiego.
Cmentarz Askolda był co prawda znacznie mniejszy od nekropolii Bajkowa, jednak i na nim chowano ważne dla miasta postacie: lekarzy, wojskowych, profesorów i pisarzy. Zostali tu pochowani ukraińscy działacze niepodległościowi Ołeksandr Łaszkewycz i Wasyl Tarnowśkyj oraz moskalofile Mychajło Józefowycz i Ołeksandr Drenteln, kijowski lekarz Franz Mehring, przedsiębiorca Jozip Sietow, aktorzy Mykoła Sołowcow i Marija Hliebowa, mecenas Wasyl Symyrenko czy ks. Wasyl Pewnyćkyj. Służył on jako miejsce pochówku wojskowych poległych w czasie wojen napoleońskich, wojny krymskiej, jak i I wojny światowej. Leżał tu pilot Piotr Niestierow (d. patron Żółkwi w czasach ZSRR), husarze Pułku Kijowskiego, czerwonoarmiści, ukraińscy patrioci, obrońcy Kijowa przed bolszewikami oraz petlurowscy kozacy.

## Miejski park

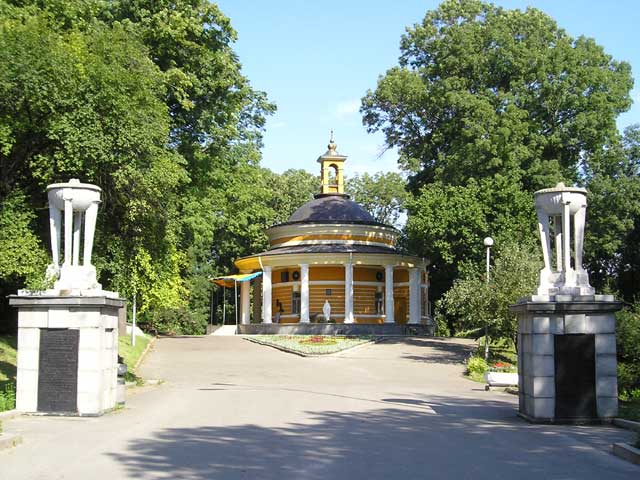
Greckokatolicka cerkiew św. Mikołaja na grobie Askolda, widok współczesny

31 maja 1919 ogłoszono decyzję o zamknięciu cmentarza dla pochówków. Na początku lat trzydziestych rozpoczęto systematyczne niszczenie nekropolii w celu adaptacji terenu na park miejski.
Większość nagrobków została bezpowrotnie utracona, tylko niektóre z nich przeniesiono w inne miejsca (na przykład grób Petra Nesterowa na cmentarz Łukianowski, aktorów Sołowiowa i Hliebowej na Bajkowowski, a mecenasa Tarnowskiego na Zwierzyniec).
Cerkiew świętego Mikołaja przerobiono w 1936 na restaurację parkową, a dwa lata później na pawilon parkowy, całkowicie przy tym przebudowując budynek (zdjęto cebulastą kopułę, pozostawiając samą kolumnadę jońską bez dachu).
W czasie okupacji Ukrainy przez wojska niemieckie cmentarz był wykorzystywany do pochówków ich oficerów i żołnierzy. Wszystkie nagrobki zostały po 1945 zniszczone, jednak przez krótki czas chowano tu także radzieckich obrońców Kijowa z 1941 oraz poległych podczas zajmowania miasta w 1943.
Po odzyskaniu przez Ukrainę niepodległości cmentarz nadal służy jako park. Cerkiew św. Mikołaja oddano grekokatolikom (w 2001 odwiedził ją Jan Paweł II).